# Nerius femoratus
Nerius femoratus är en tvåvingeart som beskrevs av Daniel William Coquillett 1898. Nerius femoratus ingår i släktet Nerius och familjen Neriidae. Inga underarter finns listade i Catalogue of Life.